# Bolívar (paroisse civile de Táchira)
Pour les articles homonymes, voir Bolívar.
Bolívar est l'une des quatre paroisses civiles de la municipalité de Bolívar dans l'État de Táchira au Venezuela. Sa capitale est San Antonio del Táchira, chef-lieu de la municipalité.